# Palazzo Castiglioni (Milão)
Palazzo Castiglioni é um palácio de Milão, norte da Itália. Foi projetado por Giuseppe Sommaruga no estilo Art Nouveau e construído entre 1901 e 1903. Seus blocos rústicos imitam uma forma rochosa natural, enquanto o restante da decoração é inspirado em estuques do século XVIII. O edifício é agora usado como sede da Unione Commercianti di Milano (União dos Comerciantes de Milão).

## História
O palácio foi construído para o empresário Ermengildo Castiglioni, que escolheu o arquiteto Giuseppe Sommaruga por causa de suas soluções anticonvencionais. Castiglioni queria que o palácio refletisse sua riqueza e grandeza; a escolha do Art Nouveau, um estilo novo e "moderno", para um edifício localizado no centro histórico de Milão, foi planejado por Castiglioni e Sommaruga como uma espécie de desafio à elite conservadora milanesa. O elemento mais provocativo do design original acabou por ser algumas estátuas femininas nuas, de Ernesto Bazzaro, decorando a fachada; estas causaram tanta agitação que o jornal local Guerin Meschino publicou uma série de ilustrações satíricas sobre elas, e a população milanesa renomeou o palácio como "Cà di ciapp" (em milanês, "casa das nádegas"). As estátuas, destinadas a representar "Paz" e "Indústria", foram removidas e agora são usadas como decoração de outro palácio milanês, Villa Faccanoni, também feito por Sommaruga.
A mobília foi destruída pelo exército dos EUA que a ocupou de 1945 a 1946 e a usou como madeira para aquecimento. Apenas decorações, fachadas, ferragens e luminárias foram salvas.
O edifício foi colocado sob a proteção das Belas Artes em 5 de março de 1957.
Em 1967, a família Castiglioni vendeu o edifício para a União do Comércio devido aos altos custos de manutenção e um imposto para financiar a construção do metrô. Eugenio Gerli e Giorgio Keffer assinaram o projeto para transformá-lo em um prédio de escritórios. Eles mantiveram a entrada, a escada, algumas salas grandes no primeiro andar, as fachadas e a casa pela Marina. A parte restante foi esvaziada, um auditório foi construído sob o jardim, um novo edifício foi construído ao lado da casa na via Marina. A especialista em Art Nouveau, Rossana Bossaglia, se opôs ao projeto e pediu para usar o prédio como Museu Art Nouveau. O superintendente aprovou o projeto porque o Sindicato dos Comerciantes ameaçou deixar o prédio se deteriorar.

No 150º aniversário do nascimento e no 100º aniversário da morte de Arch. Sommaruga Confcomercio organizou uma convenção no edifício em 20 de outubro de 2017 com uma exposição de fotos da família Castiglioni e a abriu para visitas guiadas gratuitas nos dias 21 e 22 de outubro, das 10 às 18 horas.